# Tori Pena
Victoria "Tori" Peña (* 30. Juli 1987 in Los Alamitos, Kalifornien) ist eine ehemalige irisch-US-amerikanische Leichtathletin, die sich auf den Stabhochsprung spezialisiert hat und aktuell Inhaberin des Landesrekordes ist.

## Sportliche Laufbahn
Erste internationale Erfahrungen sammelte Tori Pena, die in den Vereinigten Staaten aufwuchs und an der University of California, Los Angeles studierte, bei den Europameisterschaften 2010 in Barcelona, bei denen sie mit übersprungenen 4,15 m in der Qualifikationsrunde ausschied. Im Jahr darauf verpasste sie bei den Halleneuropameisterschaften in Paris mit 4,35 m den Finaleinzug und im September schied sie bei den Weltmeisterschaften in Daegu mit 4,10 m ebenfalls in der Vorrunde aus. 2012 schied sie bei den Europameisterschaften in Helsinki mit 4,35 m in der Qualifikationsrunde aus und anschließend nahm sie an den Olympischen Sommerspielen in London teil und blieb dort in der Vorrunde ohne eine Höhe. Im Jahr darauf verpasste sie bei den Halleneuropameisterschaften in Göteborg mit 4,16 m den Finaleinzug und im August schied sie bei den Weltmeisterschaften in Moskau mit 4,30 m in der Qualifikationsrunde aus. 2015 verpasste sie bei den Weltmeisterschaften in Peking mit übersprungenen 4,30 m den Finaleinzug und im Jahr darauf schied sie bei den Europameisterschaften in Amsterdam mit 4,35 m in der Vorrunde aus. Daraufhin nahm sie erneut an den Olympischen Sommerspielen in Rio de Janeiro teil und schied dort mit 4,30 m in der Qualifikationsrunde aus. Daraufhin beendete sie ihre aktive sportliche Karriere im Alter von 29 Jahren.
In den Jahren 2010, 2012 und 2013 sowie 2015 und 2016 wurde Pena irische Meisterin im Stabhochsprung im Freien sowie 2011 in der Halle.